# Ювелирный магазин Fouquet
Ювелирный магазин Фуке (фр. Bijouterie Fouquet) — бутик ювелирного дома Жоржа Фуке в Париже, фасад и интерьер которого проектировал в 1900—1901 годах известный художник Альфонс Муха в стиле ар нуво.
В 1923 году оформление торгового зала было демонтировано и воссоздано в зале музея Карнавале в Париже как шедевр декоративно-прикладного искусства.

## История

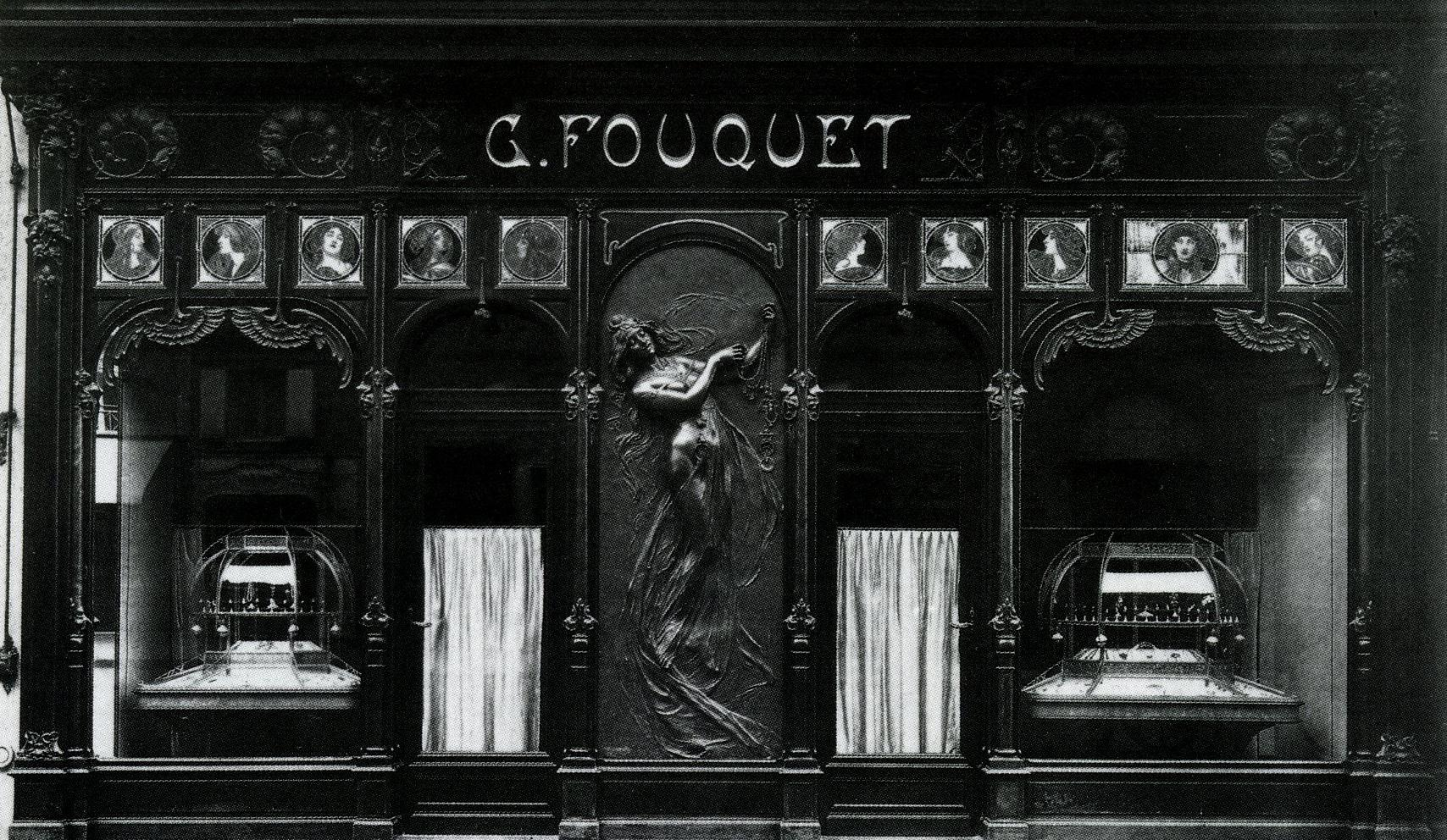
Фотография фасада. 1901

Унаследовав мастерскую отца в 1895 году, Жорж Фуке стал владельцем одной из самых известных ювелирных фирм Парижа. Вскоре он обратился к Альфонсу Мухе, который стал разрабатывать для него рисунки украшений, пользовавшихся большим успехом у покупателей. В частности, в 1899 году они вместе создали для Сары Бернар золотой с эмалью браслет в форме змеи.
В 1900 году Фуке заказал Мухе проект фасада и интерьера своего нового магазина, открывшегося в 1901 году на улице Руаяль, напротив знаменитого ресторана Maxim's (интерьер которого был также выполнен в стиле ар нуво). Но в 1923 году, когда этот стиль вышел из моды, внешняя и внутренняя отделка мазазина были изменены. Из уважения к работе своего друга Альфонса Мухи, Жорж Фуке решил разобрать оформление торгового зала на части и хранить их на складе. В 1941 году эти части были переданы в дар музею Карнавале.
В 1989 году фасад и интерьер ювелирного магазина Фуке были тщательно собраны в помещении музея. Также по оригинальным рисункам Мухи были воссозданы напольные мозаики.

## Описание

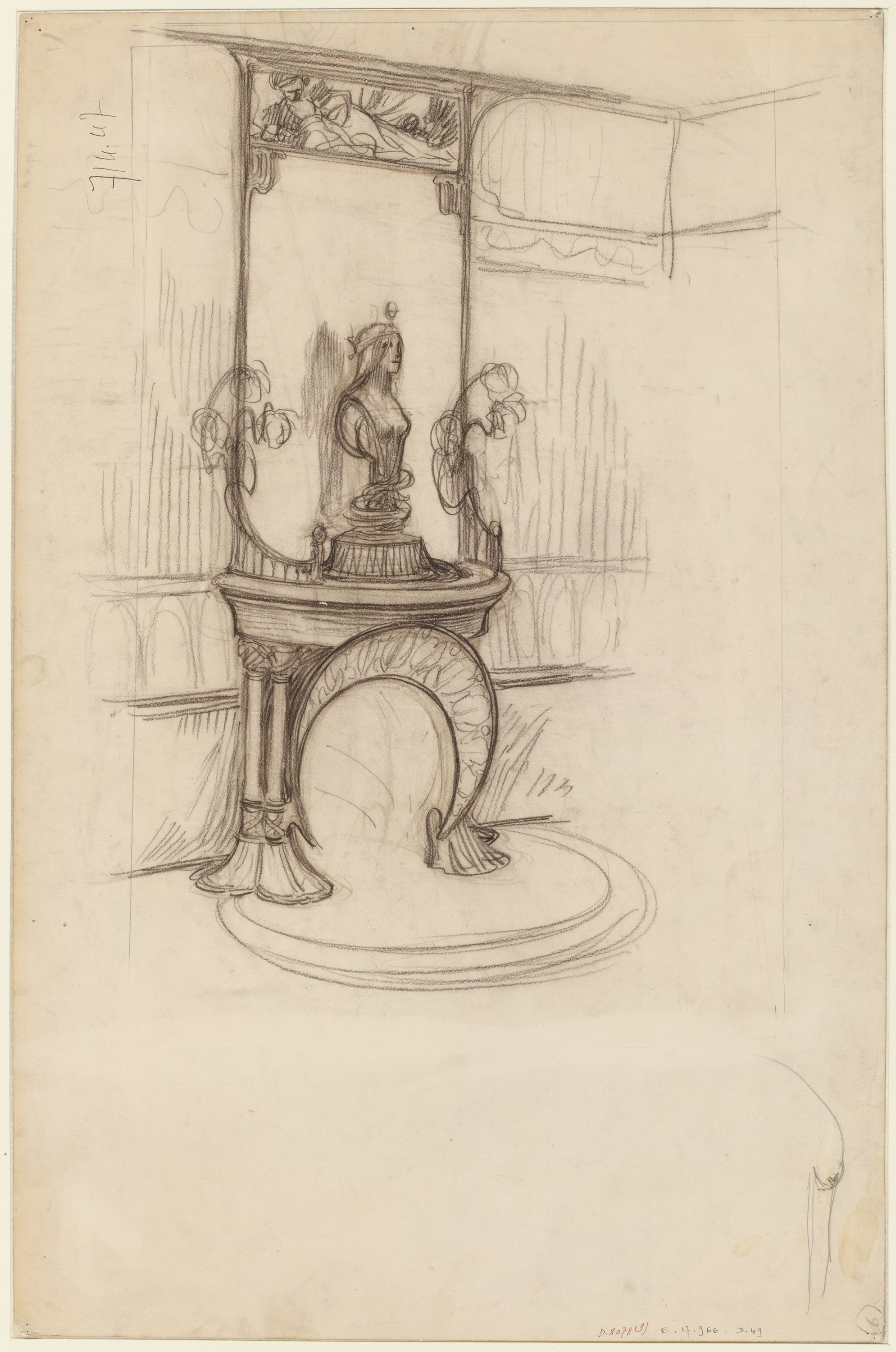
Один из эскизов Альфонса Мухи

Как яркий представитель стиля ар нуво, Альфонс Муха дал волю своему воображению. Признанный живописец и известный плакатист, художник не часто имел возможность работать над объёмами. Чтобы воплотить этот проект в жизнь, он заказал изготовление витражей и скульптур другим художникам.
Фасад магазина состоит из пяти деревянных арок. Деревянные колонны между ними увиты выкованными из железа украшениями во «флоральном (растительном) стиле».
Центральная арка выше остальных и увенчана надписью «G.FOUQUET». Её проём оформлен скульптурой работы Шарля Кристофля в виде девушки, держащей в руках ожерелье. По сторонам от скульптуры находятся две малые (с входными дверьми) и две большие (с окнами) арки. Выше находится фриз с изображениями женских голов в виде витражей-тондо (три для оконных арок, два для дверных — всего десять).
Внутри магазина всё навеяно природой: цветы, бутоны, листва, кораллы, реальные или мифические животные украшают деревянные колонны, фризы, светильники и мебель. Особенно заметны два бронзовых изображения павлина, традиционного символа роскоши: один «сидит» на фризе свесив хвост; другой распускает перья в центре фронтальной стены. У правой стены помещён фонтан с горгульями вокруг женской фигуры, у левой стены камин с электрическими светильниками в форме деревьев.

## Галерея

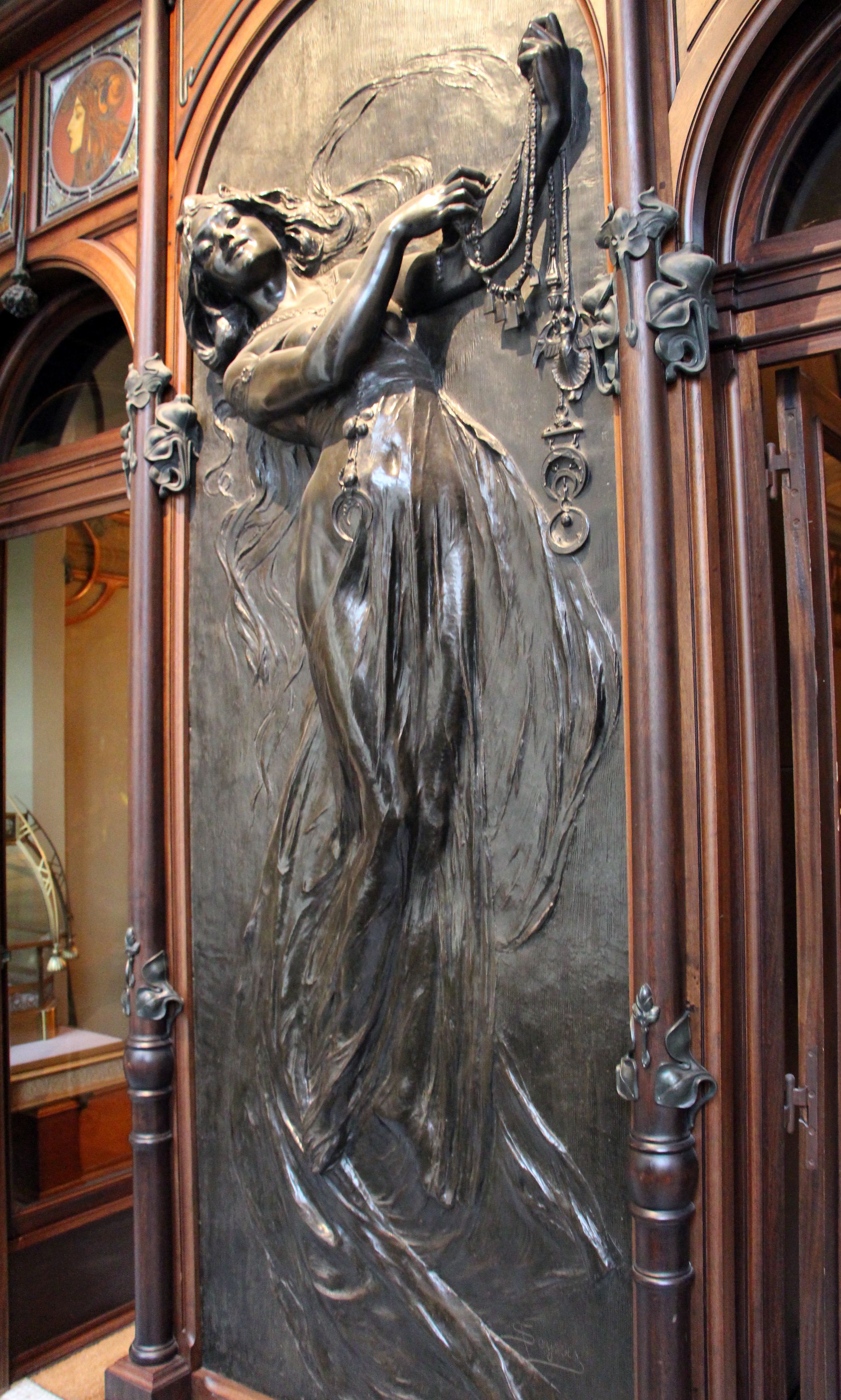
Скульптура центральной арки
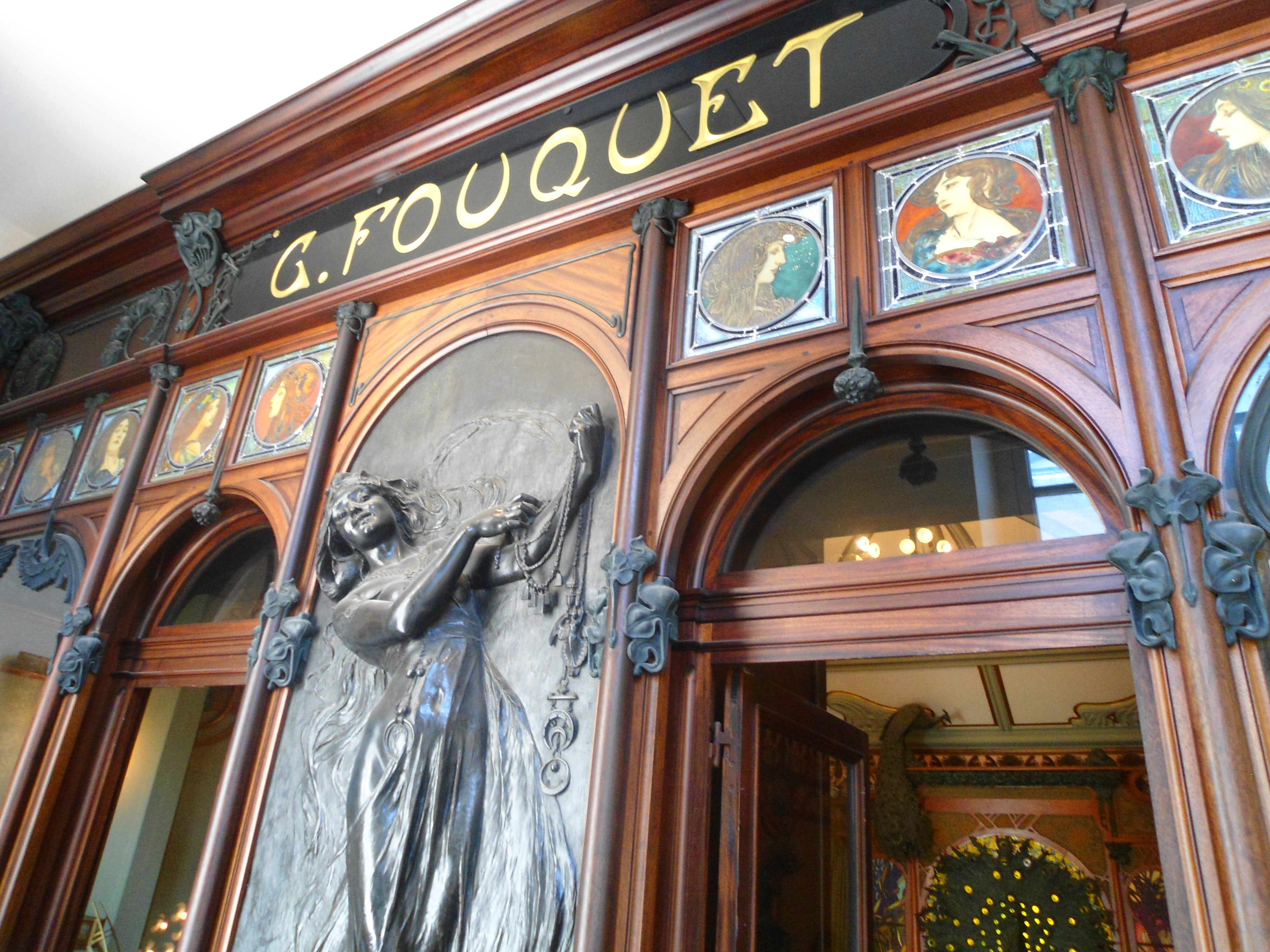
Витражные изображения женских головок
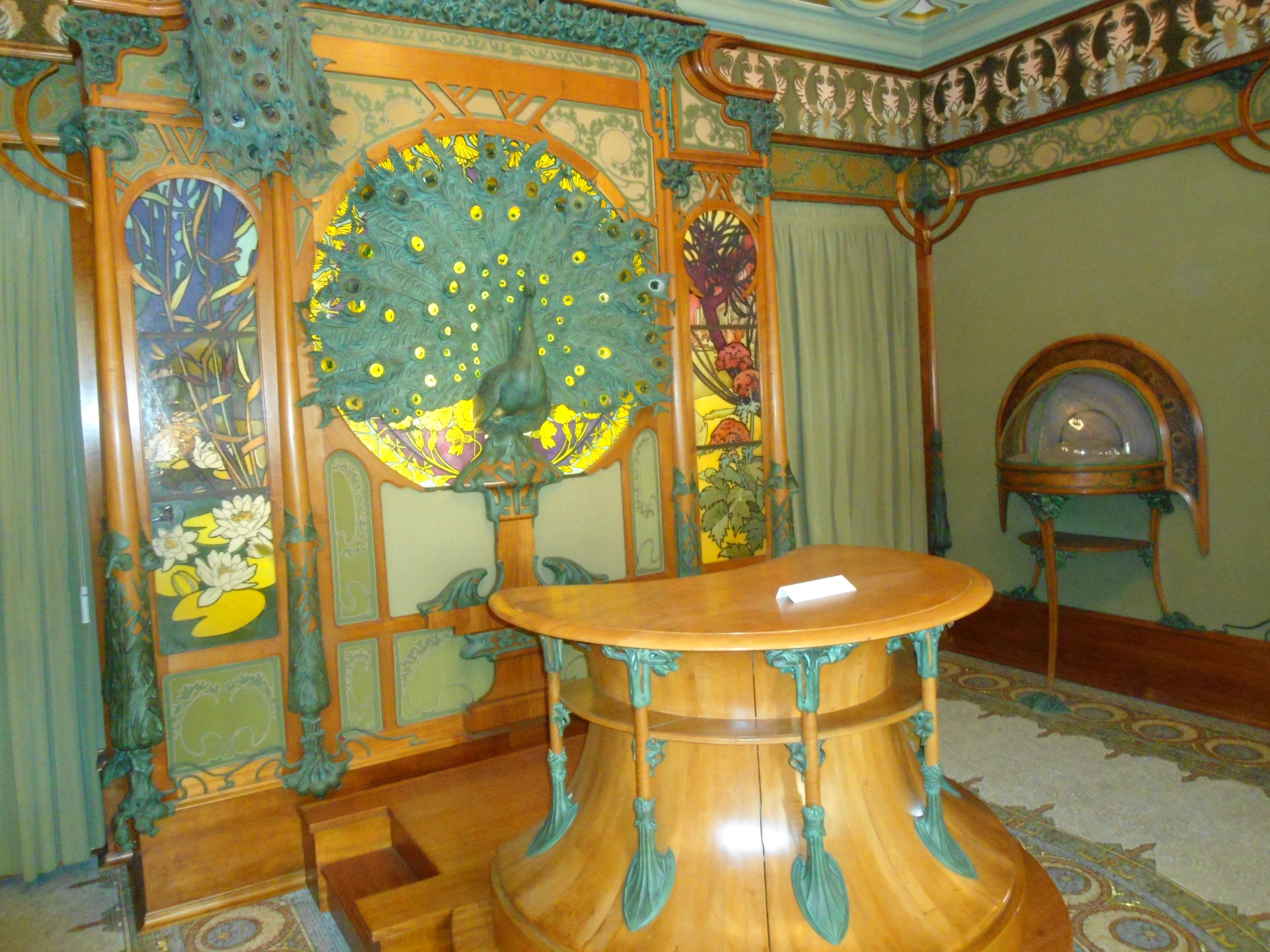
Павлин на фронтальной стене
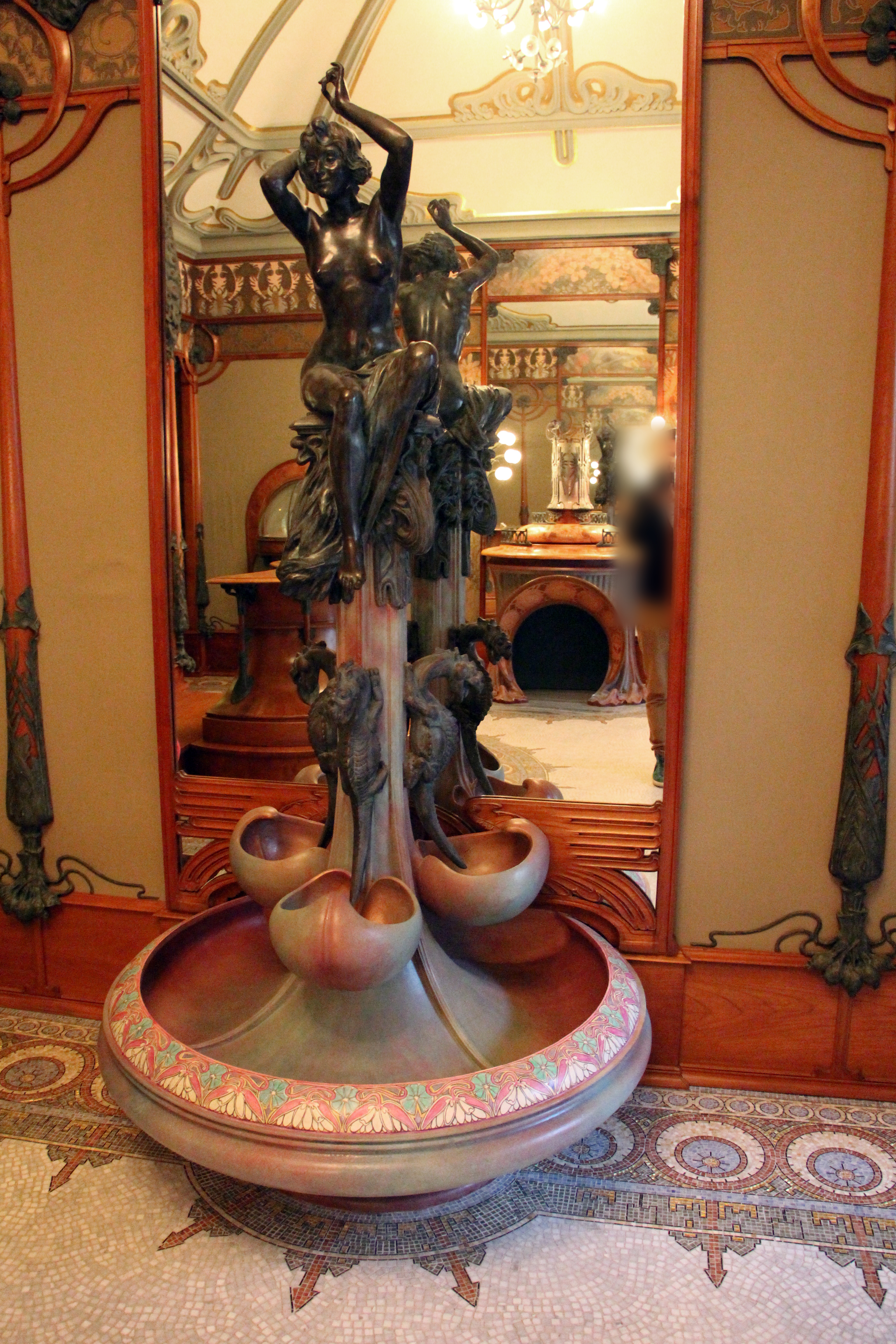
Фонтан у правой стены
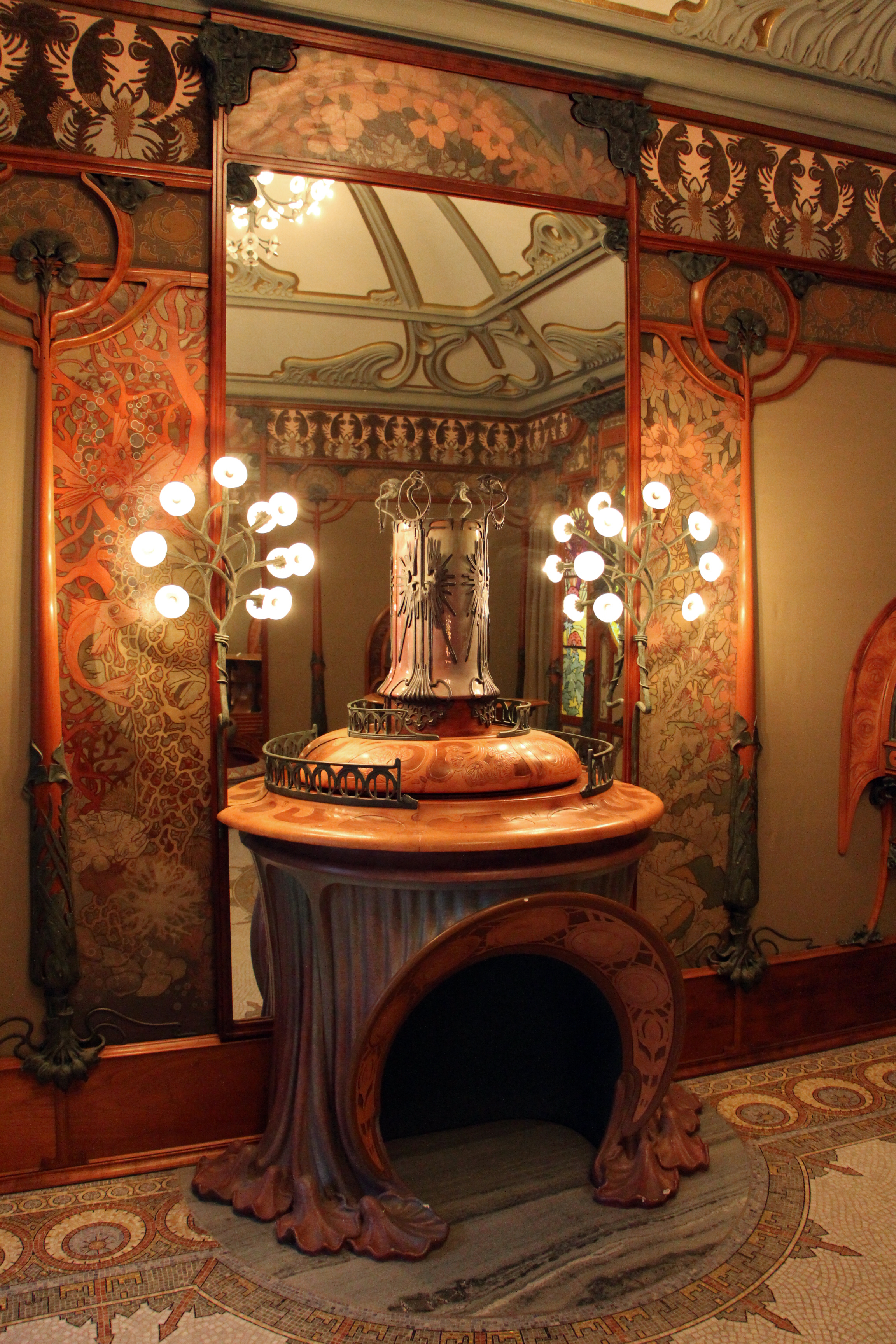
Камин у левой стены